# Умкирх
Умкирх (нем. Umkirch) — община в Германии, в земле Баден-Вюртемберг. 
Подчиняется административному округу Фрайбург. Входит в состав района Брайсгау — Верхний Шварцвальд.  Население составляет 5217 человек (на 31 декабря 2010 года). Занимает площадь 8,72 км².